# Коронини (коммуна)
Коронини (рум. Coronini , нем. Coronini, венг. Lászlóvára) — коммуна в Румынии, жудеца Караш-Северин в регионе Трансильвания, в исторической области Банат.

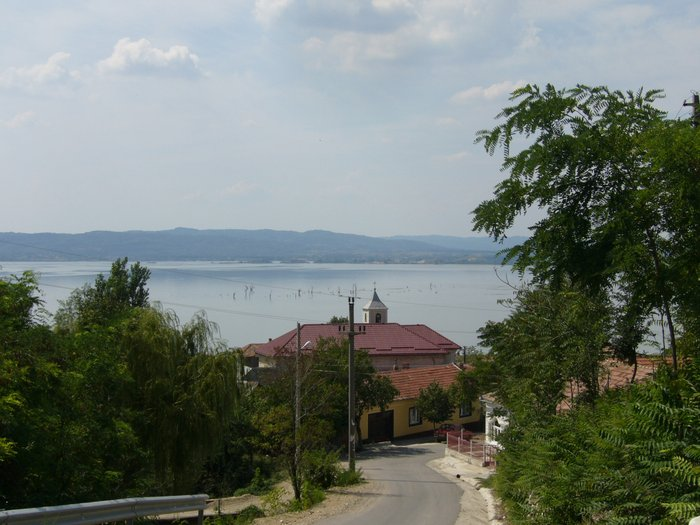
Коронини

В состав коммуны входят сёла: Коронини и Сфынту-Елена.
Находится в южной части жудеца Караш-Северин на расстоянии 350 км к западу от Бухареста , 70 км южнее Решицы, 125 км к югу от Тимишоара и 6 км от Молдова-Ноуэ. Расположен на берегу у Железных Ворот Дуная.
Названа в честь австрийского военачальника и государственного деятеля И. Коронини-Кронберга.

## Население
Население на 20 октября 2011 г. — 1748 человек. Плотность 67 чел./км². Площадь — 25,94 км². Население Коронини состоит из чехов (16,65 %) и румын (78,09 %), предки которых бежали из Олтении от турецких вторжений.

## История
Губернатор Кронланда Воеводства Сербия и Темешварского баната И. Коронини-Кронберг отстроил деревню на месте бывшей Алибег (Alibeg). Руины крепости Ладислав 14 века всё ещё можно увидеть на холме близ Коронини. Средневековая крепость, построенная королём Венгрии Сигизмундом была разрушена турками в 1526 году.
По Трианонскому договору с июня 1920 года Коронини входила в состав Королевства Румыния.